# Gliocephalis hyalina
Gliocephalis hyalina är en svampart som beskrevs av Matr. 1899. Gliocephalis hyalina ingår i släktet Gliocephalis och familjen Pyxidiophoraceae.   Inga underarter finns listade i Catalogue of Life.